# ثومايا
بلدية ثومايا (بالإسبانية: Zumaya) هي بلدية تقع في مقاطعة غيبوثكوا التابعة لمنطقة إقليم الباسك شمال إسبانيا.

## الديموغرافيا
بلغ عدد سكان بلدية ثومايا 9.461 نسمة عام 2011 (وفقاً للمعهد الوطني للإحصاء الإسباني).
| 8.280 | 8.331 | 8.560 | 8.739 | 8.976 | 9.285 | 9.461 |

## توأمة
لثومايا اتفاقيات توأمة مع:
- الزوك